# Tamba sidonalis
Tamba sidonalis är en fjärilsart som beskrevs av Swinhoe 1917. Tamba sidonalis ingår i släktet Tamba och familjen nattflyn. Inga underarter finns listade i Catalogue of Life.